# Храм Светог Василија Острошког у Автовцу
Храм Светог Василија Острошког је храм епархије захумско-херцеговачка и приморска који се налази у насељу Автовац на територији општине Гацко. Храм припада парохији Автовачкој.

## Опште информације
Храм Светог Василија Острошког у Автовцу саграђен је и освећен 1907. године за вријеме Аустроугарске окупације Босне и Херцеговине. Шездесетих година је на цркви саграђен звоник. Црква није обнављана. Храм припада парохији Автовачкој, која обухвата села из двије општине, Гатачке и Билећке. Из Билећке обухвата: Хоxиће, Корита, Риоца и Брестице, а из Гатачке: Автовац, Степен, Пржине, Даниће, Заграца, Липник, Муља, Самобор, Гареву, Малу Гареву, Добреља, Дулиће, Брљево, Казанце, Вратковиће, Михољаче, Јасеник, Берушицу, Жањевицу.

## Галерија слика
- Храм Светог Василија Острошког у Автовцу 1
- Храм Светог Василија Острошког у Автовцу 2
- Храм Светог Василија Острошког у Автовцу 3
- Храм Светог Василија Острошког у Автовцу 4
- Храм Светог Василија Острошког у Автовцу 5
- Храм Светог Василија Острошког у Автовцу 6
- Храм Светог Василија Острошког у Автовцу 7
- Храм Светог Василија Острошког у Автовцу 8
- Храм Светог Василија Острошког у Автовцу 9
- Храм Светог Василија Острошког у Автовцу 10
- Храм Светог Василија Острошког у Автовцу 11
- Храм Светог Василија Острошког у Автовцу 12
- Храм Светог Василија Острошког у Автовцу 13
- Храм Светог Василија Острошког у Автовцу 14
- Храм Светог Василија Острошког у Автовцу 15
- Храм Светог Василија Острошког у Автовцу 16
- Храм Светог Василија Острошког у Автовцу 17
- Храм Светог Василија Острошког у Автовцу 18
- Храм Светог Василија Острошког у Автовцу 19
- Храм Светог Василија Острошког у Автовцу 20
- Храм Светог Василија Острошког у Автовцу 21
- Храм Светог Василија Острошког у Автовцу 22
- Храм Светог Василија Острошког у Автовцу 23
- Храм Светог Василија Острошког у Автовцу 24
- Храм Светог Василија Острошког у Автовцу 25
- Храм Светог Василија Острошког у Автовцу 26
- Храм Светог Василија Острошког у Автовцу 27
- Храм Светог Василија Острошког у Автовцу 28
- Храм Светог Василија Острошког у Автовцу 29
- Храм Светог Василија Острошког у Автовцу 30
- Храм Светог Василија Острошког у Автовцу 31